# Festival du cinéma grec 1984
Le Festival du cinéma grec de 1984 fut la 25e édition du Festival international du film de Thessalonique. Elle se tint en octobre.

## Jury
- Président du jury : Alékos Sakellários

## Palmarès
- Planque et camouflage : meilleur film, meilleur scénario, meilleur acteur, meilleur montage
- L'Amour d'Ulysse : meilleur réalisateur, meilleur décor, meilleure photographie, meilleur film pour l'Union panhellénique des critiques de cinéma (PEKK) et distinction d'honneur
- La Descente des neuf : meilleur jeune réalisateur, meilleur acteur dans un second rôle, meilleure musique
- Le Prix de l'amour : meilleur film, meilleur scénario, meilleure actrice, meilleure photographie, meilleurs costumes, meilleur maquillage, meilleure musique
- La Ville qui ne dort jamais : meilleure photographie
- Karkalou : meilleur film pour l'Union panhellénique des critiques de cinéma (PEKK)